# Мушело (Потенца)
Мушело (итал. Muscello) је насеље у Италији у округу Потенца, региону Базиликата.
Према процени из 2011. у насељу је живело 68 становника. Насеље се налази на надморској висини од 817 м.